# Walter Leschetizky (Komponist)

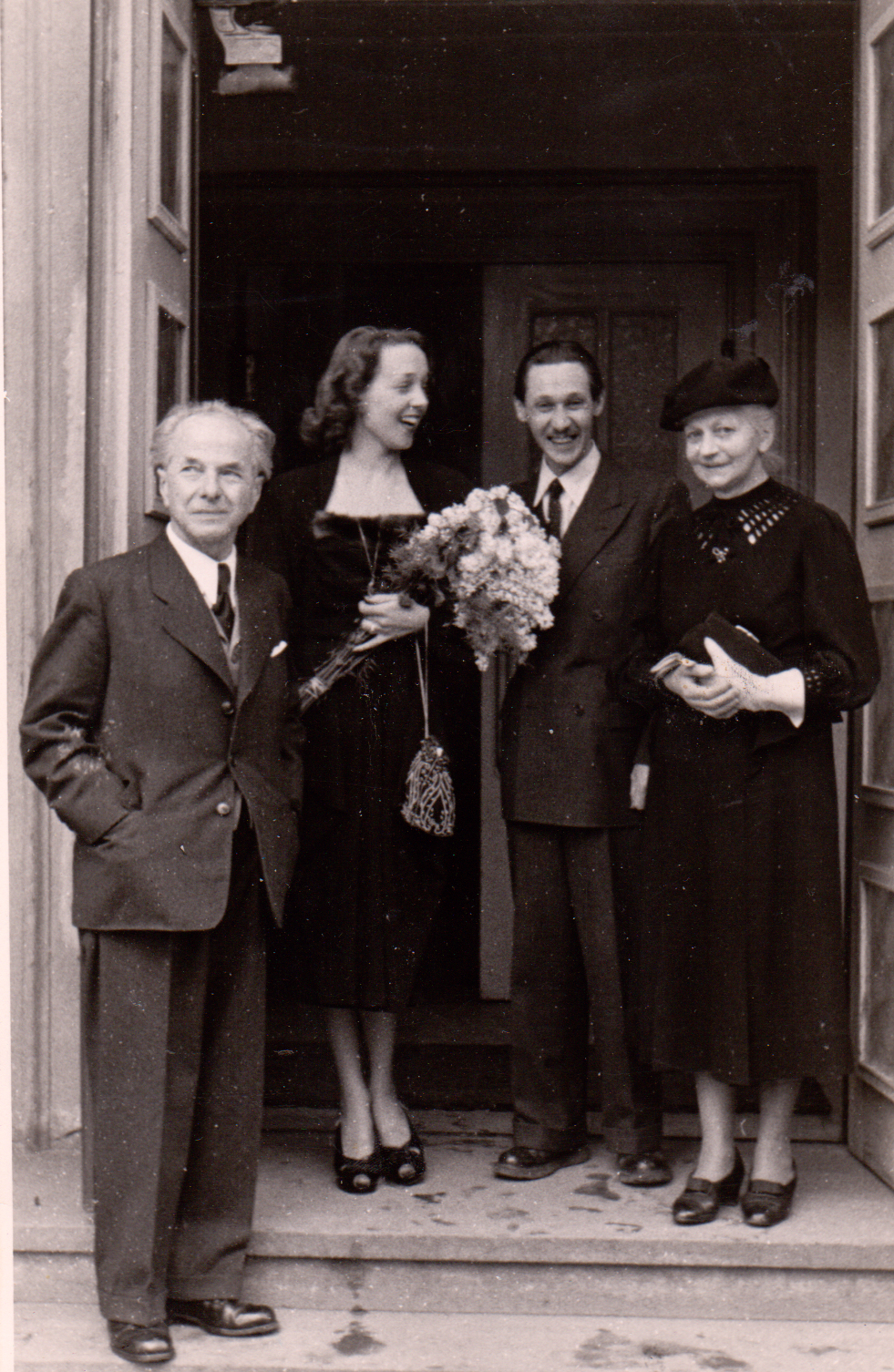
Hochzeit 1951: v. l. n. r. Adoptivvater Norbert, Gisela, Walter und Johanna Blum, Foto: Walter F. Hiss München

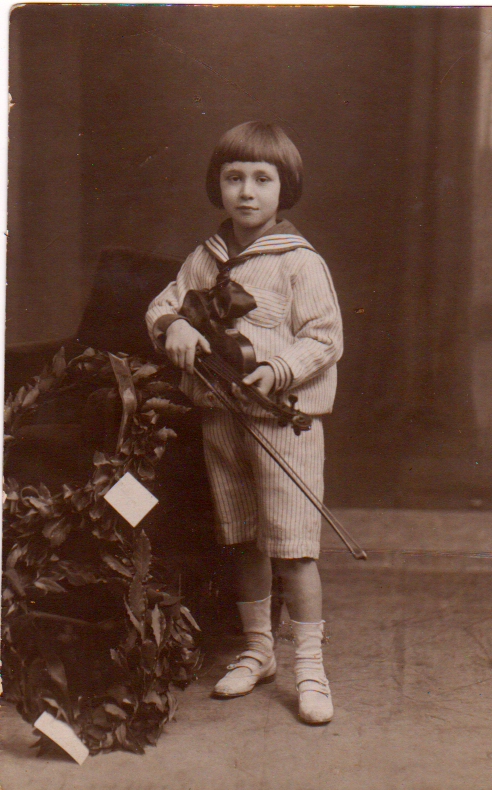
Walter Leschetizky als Kind, Foto: Theresina Giraldi

Walter Leschetizky, auch Walter Blum (geboren am 15. Dezember 1909 in Biglie bei Görz, Österreich-Ungarn; gestorben am 26. April 1989 in Salzburg, Österreich) war ein österreichischer Geiger, Komponist, Orchesterleiter und Arrangeur von Filmschlagern wie „Frauen sind keine Engel“.

## Herkunft und Jugend
Leschetizky kam am 15. Dezember 1909 in Biglie bei Görz, Istrien, damals Österreich-Ungarn, zur Welt. Sein Vater war Musikprofessor Alexander Leschetizky (1885 – nach 1959), ein Großneffe des polnisch-österreichischen Komponisten und Musikpädagogen Theodor Leschetizky (1830–1915). Seine Mutter war die Konzertmeisterin Theresina Giraldi (1878–1920), damals tätig als Professorin am Konservatorium Triest.
Leschetizky begann seine Karriere im Alter von acht Jahren mit ersten öffentlichen Klavier- und Violinkonzerten. Seine Familie übersiedelte noch vor dem Tod der Mutter 1920 nach Linz. Danach gab der Vater Walter zunächst ins Waisenhaus Bad Hall. Anlässlich eines seiner Konzerte hörte ihn der kunstverständige Hutmachermeister Norbert Blum aus Wels und bot darauf dem Vater an, den Jungen als Pflegekind in sein Haus zu nehmen und für die weitere Ausbildung zu sorgen.
Zwischen 1921 und 1926 wurde Leschetizky dann an der Welser Musikvereinsschule an der Geige von Otto Weilburg und Hermann Haböck unterrichtet. Von 1926 bis 1828 studierte er Violine bei J. Egghard sowie Musiktheorie bei M. Springer an der Wiener Musikakademie und anschließend bis 1930 am Neuen Wiener Konservatorium (Musiklehranstalten Wien) in Wien bis zur Konzertreife bei Simon Pullman.

## Karriere
Leschetizky trat zunächst als klassischer Violinist auf. 1935 ging  nach Hamburg; dort vollzog sich der Wechsel von der klassischen Konzerttätigkeit zur Unterhaltungs- und Tanzmusik. Sein erstes Engagement erfolgte als Arrangeur für das Swing-Orchester H. Wehner, „Haus Vaterland“, Engagements in Düsseldorf und Hannover folgen. 1937 gründete er sein erstes eigenes Orchester mit Auftritten in Hamburg, Düsseldorf, Hannover, Bremen und Köln.
Nach seinem Engagement im April 1939 in der Berliner „Femina Bar“ verfügte die Reichsmusikkammer wegen seiner Gershwin- und Glenn-Miller-Arrangements sofortiges Spielverbot für Leschetizky sowie den Ausschluss aus der Kulturkammer, „weil sich Leschetizky’s künstlerische Auffassung und musikalische Betätigungsform nicht mit den Grundsätzen der nationalsozialistischen Idee deckten“. Dennoch gelang es, weitere Spielgenehmigungen für sechs Engagements beim Norddeutschen Lloyd einzuholen und die Überfahrten nach New York als Jazzgeiger auf der SS Bremen im Orchester Hermann Rohrbeck mitzumachen, 1939 kehrte Leschetitzky nach Berlin zurück.
Die Kriegszeit verbrachte Leschetitzky in der Wehrmacht und mit Truppenbetreuung. Zwischen 1941 und Kriegsende war er Mitglied des Deutschen Tanz- und Unterhaltungsorchesters. 1943 arrangierte Leschetizky für Komponist Theo Mackeben das Lied „Frauen sind keine Engel“ für die gleichnamigen UFA-Filmkomödie.
Nach Kriegsende nahm Leschetizky seine Tätigkeit beim RIAS Berlin mit eigenem Orchester wieder auf. Aufnahmen einiger Kompositionen und Arrangements mit der Band von Freddie-Brocksieper-Band und anderen folgten. 1948 übersiedelt er nach München und erhielt eine eigene wöchentliche Sendung „Beliebte Künstler – beliebte Melodien“. Ab 1950 erfolgte eine intensive Zusammenarbeit mit dem Südwestfunk Baden-Baden. Arrangementaufträge vor allem für das Orchester Willi Stech, Emmerich Smola, sowie Aufnahmen eigener Kompositionen mit kleiner Besetzung folgten.
Von 1962 bis 1975 war er Mitglied und Konzertmeister des Mozarteumorchesters Salzburg.

## Abschied und Tod
Leschetizky zog sich 1975 völlig aus der Öffentlichkeit zurück und trat nur noch selten als Solist auf. Am 26. April 1989 starb er als Walter Blum in Salzburg an Herzversagen. Seine Urne wurde von seiner Familie auf seinem Grundstück beigesetzt. Seine Meinradus-Frank-Geige bekam der 14-jährige Geigenvirtuose Wilfried Kazuki Hedenborg.

## Privatleben
Leschetizky heiratete 1951 die junge Theateraspirantin Gisela Waldmann (1925–2004) und wurde in diesem Jahr von Norbert Blum adoptiert. Das Paar hat eine einzige gemeinsame Tochter, Daniela Blum, geb. Leschetizky.

## Eigenkompositionen und Arrangements (Auswahl)
- Frauen sind keine Engel[2]
- Bilder einer Reise
- Im Kurpark
- Kapriziöse Polka
- Tanz der Triolen
- Über Stock und Stein
- Immer noch einmal
- Das lustige Eichhörnchen
- Valse espagniole

## Lexikalischer Eintrag
- Jürgen Wölfer: Jazz in Deutschland. Das Lexikon. Alle Musiker und Plattenfirmen von 1920 bis heute. Hannibal, Höfen 2008, ISBN 978-3-85445-274-4.